# Eine Nacht in Helsinki
Eine Nacht in Helsinki ist ein Spielfilm des finnischen Regisseurs Mika Kaurismäki aus dem Jahr 2020. Der Film lief am 20. Januar 2022 in den deutschen Kinos an.

## Handlung
Während des Corona-Lockdowns sitzt Heikki in seiner Bar in Helsinki und will allein seinen Frust über die Situation in Alkohol ertränken. 
Er darf eigentlich niemanden einlassen, doch als Krankenhausarzt Risto vor der Tür steht, lässt er ihn auf einen Drink herein. Er hat gerade eine seiner Patientinnen verloren, auch seine kriselnde Ehe beschäftigt ihn.
Kurz später trifft der verbeamtete Sozialarbeiter Juhani ein, womöglich ein flüchtiger Mörder, der sich nur als Opfer unglücklicher Umstände entpuppt.
Statt Party zum 1. Mai (kurzzeitig verirrt sich eine Gruppe feiernder junger Menschen in die Bar) sprechen die Männer über ihre Probleme.
Später stößt Ristos Frau Eeva zu der Runde und spricht sich mit ihrem Mann aus.
Als der Tag einbricht, gehen die beiden zusammen nach Hause; Heikki verspricht Juhani, das Abfackeln seiner Bar nochmal zu überdenken und auch Juhani wird sich seiner Situation stellen.

## Hintergrund
Die Premiere fand im November 2020 auf dem Tallinn Black Nights Film Festival statt.